# 1004
| Calendário gregoriano                                                        | 1004 MIV                                             |
| Ab urbe condita                                                              | 1757                                                 |
| Calendário arménio                                                           | 453 – 454                                            |
| Calendário bahá'í                                                            | -840 – -839                                          |
| Calendário budista                                                           | 1548                                                 |
| Calendário chinês                                                            | 3700 – 3701 Início a 25 de janeiro (aproximadamente) |
| Calendário copta                                                             | 720 – 721                                            |
| Calendário etíope                                                            | 996 – 997                                            |
| Calendários hindus - Vikram Samvat - Calendário nacional indiano - Cáli Iuga | 1059 – 1060 925 – 926 4104 – 4105                    |
| Calendário Holoceno                                                          | 11004                                                |
| Calendário islâmico                                                          | 394 – 395                                            |
| Calendário judaico                                                           | 4764 – 4765                                          |
| Calendário persa                                                             | 382 – 383                                            |
| Calendário rúnico                                                            | 1254                                                 |
| Calendário solar tailandês                                                   | 1547                                                 |

1004 (MIV, na numeração romana) foi um ano bissexto do século XI do Calendário Juliano, da Era de Cristo, e as suas letras dominicais foram  B e A (52 semanas), teve início a um sábado e terminou a um domingo.
No território que viria a ser o reino de Portugal estava em vigor a Era de César que já contava 1042 anos.
| Ano completo                      |
| --------------------------------- |
| Ano bissexto com início ao sábado |

## Eventos
- Sancho III torna-se rei de Navarra.
- Henrique I de França anexa o Ducado da Borgonha.

## Nascimentos
- Rei Eduardo, o Confessor de Inglaterra